# Inno della Repubblica Socialista Sovietica Lituana
L’Inno della RSS Lituana (in lituano Lietuvos Tarybų Socialistinės Respublikos himnas) fu l'inno nazionale della Repubblica Socialista Sovietica Lituana.
L'inno fu adottato dalla RSS Lituana nel 1950; la musica venne composta da Balys Dvarionas e Jonas Švedas e il testo venne scritto da Antanas Venclova.
Dopo la morte di Stalin, la seconda stanza dell'inno venne modificata da Vacys Reimeris per rimuovere ogni riferimento al dittatore georgiano.
L'inno lituano fu cambiato nel 1991, con l'indipendenza della Lituania, e venne sostituito da "Tautiška Giesmė".

## Testo

### Testo in lituano
| Alfabeto latino | Alfabeto cirillico (obsoleto) | Traduzione |
| Tarybinę Lietuvą liaudis sukūrė, Už laisvę ir tiesą kovojus ilgai. Kur Vilnius, kur Nemunas, Baltijos jūra, Ten klesti mūs miestai, derlingi laukai. Priedainis: Tarybų Sąjungoj šlovingoj, Tarp lygių lygi ir laisva, Gyvuok per amžius, būk laiminga, Brangi Tarybų Lietuva! Į laisvę mums Leninas nušvietė kelią, Padėjo kovoj didi rusų tauta. Mus Stalinas/Partija veda į laimę ir galią, Tautų mūs draugystė kaip plienas tvirta. Priedainis Tėvynė galinga, nebijom pavojų, Tebūna padangė taiki ir tyra. Mes darbu sukursim didingą rytojų, Ir žemę nušvies komunizmo aušra. Priedainis | Тарі̨біне̇ Љетува̨ љаудіс сукӯре̇, Уж лајсве̨ ір тјеса̨ ковојус ілгај. Кур Вілњус, кур Немунас, Балтіјос јӯрас, Тен клесті мӯс мјестај, дерлінгі лаукај. Прједајніс: Тарі̨бу̨ Са̨јунгој шловінгој, Тарп лі̨гју̨ лі̨гі ір лајсва, Гі̨ву̊к пер амз́ус, бӯк лајмінга, Брангі Тарі̨бу̨ Љетува. І̨ лајсве̨ мумс Ленінас нушвјете̇ кеља̨, Паде̇јо ковој діді русу̨ таута. Мус Сталінас/Партіја веда і̨ лајме ір гаља̨, Тауту̨ мӯс драугі̨сте̇ кајп пљенас твірта. Прједајніс Те̇ві̨не̇ галінга, небіјом павоју̨, Тебӯна паданге̇ тајкі ір ті̨ра. Мес дарбу сукурсім дідінга̨ рі̨тоју̨, Ір жеме̨ нушвјес комунізмо аушра. Прједајніс | La Lituania Sovietica fu creata dal popolo, Chi a lungo ha lottato per la libertà e la verità. A Vilnius, a Nemunas, nel Mar Baltico, Ha fatto le nostre città, e ha reso i campi fertili per prosperare. Coro: Nella gloriosa Unione Sovietica Tra eguali e liberi, Viva per sempre e sia contenta, Cara Lituana Sovietica! Lenin c'illuminò la strada per la libertà, Il grande popolo russo ci aiutò nella lotta. Stalin/il partito ci conduce alla felicità e al bene, L'amicizia delle nostre nazioni è fissa come l'acciaio. Coro La nostra terra natia è possente, noi non temiamo pericoli, Lasciamo che i cieli siano pacati e puri. Col nostro lavoro noi creeremo un grande domani, E l'alba del Comunismo accenderà la Terra. Coro |